# Kazuyuki Mugita
Kazuyuki Mugita (麦田 和志 Mugita Kazuyuki?, nacido el 10 de noviembre de 1984 en Ishikawa) es un exfutbolista japonés. Jugaba de centrocampista y su único club fue el Tokushima Vortis de Japón.

## Trayectoria

### Clubes
| Club             | País  | Año         |
| ---------------- | ----- | ----------- |
| Tokushima Vortis | Japón | 2007 - 2010 |